# Amtsbezirk Leibnitz
Der Amtsbezirk Leibnitz war zwischen 1853 und 1867 eine Verwaltungseinheit im Marburger Kreis in der Steiermark.
Der Amtsbezirk war der Kreisbehörde in Marburg unterstellt und besorgte deren Amtsgeschäfte vor Ort. Die Zuständigkeit erstreckte sich neben Leibnitz auf die Ortsgemeinden Aflenz, Altenberg, Sankt Andrä im Sausal, Brüngraben, Ehrenhausen, Flammberg, Gabersdorf, Gamlitz, Gerstorf, Gröth, Heimschuh, Höch, Labuttendorf, Landscha, Lang, Leitring, Lipsch, Mitteregg, Neudorf, Neutersdorf, Nestelberg, Sankt Nikolai ob Draßling, Sankt Nikolai im Sausal, Oberfahrenbach, Oberjahring, Obervogau, Ottenberg, Ratsch, Retznei, Schirka, Seggauberg, Spielfeld, Steinriegel, Straß, Tilmitsch, Untervogau, St. Veit am Vogau, Wagna, Waldschach und Wielitsch.